# 1492：征服天堂 (专辑)
《1492：征服天堂》（英語：1492: Conquest of Paradise）是希臘音樂家范吉利斯为1992年上映的电影《1492：征服天堂》创作之原声音乐。由里德利·斯科特导演的电影《1492：征服天堂》讲述的是哥伦布航海发现新大陆的故事。这是范吉利斯与该导演的第二次合作，之前为他的另一部电影《银翼杀手》做过原声音乐。范吉利斯在这张专辑中，让听者感受宏大磅礴的气势，在单独听音乐的时候就可以感受到史诗电影的波澜壮阔。该专辑中的单曲《征服天堂》（Conquest of Paradise）在1995年发行，打破了多项销售记录。
范吉利斯曾因这专辑获得国家回声奖，和电影金狮奖最佳电影原声音乐奖项。

## 歌曲列表
1. Opening – 1:20
2. Conquest of Paradise – 4:47
3. Monastery of La Rabida – 3:37
4. City of Isabel – 2:16
5. Light and Shadow – 3:46
6. Deliverance – 3:28
7. West Across the Ocean Sea – 2:52
8. Eternity – 1:59
9. Hispañola – 4:56
10. Moxica and the Horse – 7:06
11. Twenty Eighth Parallel – 5:14
12. Niña, Pinta,Santa Maria (into Eternity) – 13:20

该专辑与电影的音乐不尽相同，体现在电影中的音乐和专辑中的音乐变现形式上不一样，同时专辑收录了电影没有的音乐。
专辑在销售时有两个不同销售CD封面。
4轨EP专辑发行歌曲如下，包括两首专辑中为包含的曲目：
1. Conquest of Paradise
2. Moxica and The Horse
3. Line Open
4. Landscape

## 器乐
在专辑中，范吉利斯用使用了多种器乐，包括2位弗拉明戈吉他手、演唱家、小提琴、曼陀林琴和笛子。其中由Guy Protheroe指導合唱部分。
范吉利斯制作所有樂曲的合成，主要使用弦乐和电子音乐和竖琴也同时少量运用民族音乐来表现电影的主题。专辑中第3、第7、第11、第12都是范吉利斯用钢琴、弦乐和竖琴来表现。

## 歌词
专辑中3首曲目带有歌词，其中Monastery of La Rabida和Deliverance使用是拉丁语，在Conquest of Paradise使用的是伪拉丁语。

## 再次发行
不管是原专辑是EP专辑在1992年的销量并不佳，但是在3年后再次发行后却十分成功。原因多种：在德国当地的拳击手亨利·马斯克（Henry Maske）将歌曲Conquest of Paradise作为自己的作战的主题曲。当他成为世界冠军時，该曲目就得到了广泛的传播和发行。

## 打榜和销售记录
该专辑在多个国家和地区销量曾排名第一，在比利时、法国、荷兰、意大利、波兰、西班牙、澳大利亚、瑞典、英国、加拿大那被认证为黄金唱片或白金唱片。在德国该专辑得到前所未有的巨大销量，在排行榜上上榜一年。
专辑的单曲《征服天堂》（Conquest of Paradise）在多个国家的音乐排行榜排名第一，在荷兰在榜首的位置维持10周，仅在德国该单曲的销量共卖出了160万的拷贝，在全球该专辑共卖出超过400万拷贝。